# Варлаамитство
Варлаамитството е религиозно-философско учение и движение във Византия и Царство България през 14 век, което е разпространено сред столичната аристокрация и културните среди.
Варлаамитството има за предмет същността на Бог, твърдейки че не трябва да се прави разлика между божествената същност и божествената енергия. То се застъпва за логическо опознаване на Бог с помощта на светска наука, което го прави предшественик на Ренесанса. Родоначалник на учението Варлаам Калабрийски.
Варлаамитството е обявено за ерес в България през 1350 г. на църковно-народен събор в Търново (Втори Търновски събор).